# Carbonat de magneziu
Carbonatul de magneziu este sare magneziului cu acidul carbonic cu formula MgCO3. Poate fi găsit frecvent în natură sub formă de magnezit (MgCO3 · H2O), un izotip cu calcitul făcând parte din grupa calcitelor. El are o duritate de 4–4½ pe scara Mohs. Împreună cu dolomitul face dintre principalele minerale cu magneziu. Carbonatul de magneziu care este neutru din punct de vedere chimic se transformă prin hidratare cu degajare de căldură în carbonat bazic de magneziu:
{\displaystyle \mathrm {\ 2MgCO_{3}\cdot 3H_{2}O\longrightarrow MgCO_{3}\cdot Mg(OH)_{2}\cdot 2H_{2}O+CO_{2}} }
Carbonatul de magneziu și carbonatul de calciu determină duritatea apei, care reduce proprietățile spumante ale săpunului.

## Utilizare
- Magnesia alba (Nr.CAS 12125-28-9) 4MgCO3·Mg(OH)2·4-5H2O este suspensie apoasă care poate fi găsită în comerț, are un pH de ca. 10,5.
- Izolator termic, sau la producerea hârtiei, cauciucului și materialelor plastice
- Ingredient în industria alimentară, pentru reducerea acidității
- Producerea medicamentelor care reduc aciditatea gastrică
- Combinat cu talcul în sport la sportivii care fac exerciții la aparate ca inele, paralele etc.
- Producerea materialelor de construcție rezistente la foc.